# 6255 Kuma
6255 Kuma este un asteroid din centura principală de asteroizi.

## Descriere
6255 Kuma este un asteroid din centura principală de asteroizi. A fost descoperit pe 5 decembrie 1994 la Kuma Kogen de Akimasa Nakamura. El prezintă o orbită caracterizată de o semiaxă mare de 2,74 ua, o excentricitate de 0,03 și o înclinație de 5,1° în raport cu ecliptica.